# Kevin Kühnert
Kevin Kühnert (Berlim, 1 de julho de 1989) é um político alemão e o Secretário-Geral do Partido Social-Democrata da Alemanha (SPD), que atua como membro do Bundestag desde as eleições de 2021, representando Berlim-Tempelhof-Schöneberg.
De 24 de novembro de 2017 a 8 de janeiro de 2021, Kühnert foi o presidente federal dos Jusos, tendo anteriormente servido como vice-presidente.

## Início da vida e carreira
Kühnert nasceu em Berlim Ocidental. Seu pai trabalha como escriturário fiscal, enquanto sua mãe é empregada em um centro de emprego. Ele concluiu o exame final no Beethoven-Gymnasium em Lankwitz em 2008, onde também atuou como porta-voz dos alunos. Em seguida, completou um ano social voluntário (em alemão: Freiwilliges Soziales Jahr) em uma organização de Berlim voltada para crianças e jovens.
Kühnert inicialmente trabalhou por mais de três anos como agente de call center. Posteriormente, começou a estudar jornalismo e ciência da comunicação na Universidade Livre de Berlim, mas não concluiu o curso. Em 2016, matriculou-se em um curso de ciências políticas na Universidade de Hagen, mas suspendeu os estudos após se tornar presidente dos Jusos. Em 2014, começou a trabalhar no Abgeordnetenhaus de Berlim, primeiro para Dilek Kolat, depois para Melanie Kühnemann.

## Carreira política

### Primeiros passos
Kühnert ingressou no SPD em 2005 e presidiu os Jusos em Berlim de 2012 a 2015. Desde 2015, atuou como vice-presidente federal dos Jusos, sendo responsável por política fiscal, política de pensões, política estrutural, extremismo de direita e política de migração, bem como pelo trabalho nas redes sociais.

### 2017-2021: Presidente dos Jovens Socialistas
Quando Johanna Uekermann não se candidatou novamente, em novembro de 2017, o congresso federal dos Jusos em Sarbruque elegeu Kühnert como presidente, com 225 dos 297 votos. Em termos de política local, Kühnert é ativo no distrito de Tempelhof-Schöneberg como membro do conselho distrital.
Durante a campanha para a votação dos membros do SPD sobre o acordo de coalizão de 2018 na Alemanha, Kühnert, junto com a iniciativa #NoGroKo (Sem Grande Coalizão), promoveu a campanha do Não. Em uma convenção nacional do SPD em 2019, ele foi eleito como um dos cinco vice-presidentes dos copresidentes do partido, Saskia Esken e Norbert Walter-Borjans, ao lado de Klara Geywitz, Hubertus Heil, Serpil Midyatli e Anke Rehlinger. Ele havia apoiado anteriormente Esken e Walter-Borjans em sua bem-sucedida candidatura à liderança do partido em 2019.
Em uma entrevista de agosto de 2020 ao Der Tagesspiegel, Kühnert anunciou que renunciaria à presidência dos Jusos, afirmando que o "momento era certo" para uma nova liderança antes das eleições federais alemãs previstas para 2021. Após a renúncia antecipada de Kühnert devido à sua candidatura ao Bundestag, Jessica Rosenthal foi eleita para sucedê-lo em 8 de janeiro de 2021, com 207 dos 266 votos.

### 2021-presente: Membro do Parlamento Alemão
Em 16 de dezembro de 2020, Kühnert foi nomeado como candidato direto no distrito de Berlim Tempelhof-Schöneberg nas eleições federais de 2021.
Nas negociações para formar uma chamada coalizão semáforo do SPD, do Partido Verde e do FDP após as eleições federais de 2021, Kühnert liderou a delegação de seu partido no grupo de trabalho sobre habitação e construção; seus copresidentes dos outros partidos foram Christian Kühn e Daniel Föst.

## Vida pessoal
Kühnert anunciou em entrevista a revista  Siegessäule que é homossexual e em outubro de 2022 anunciou que está em um relacionamento.